# هاردی وولمر
هاردی وولمر (استونیایی: Hardi Volmer؛ زادهٔ ۸ نوامبر ۱۹۵۷) کارگردان فیلم، خواننده، سیاستمدار، کاریکاتوریست و نماینده سابق مجلس اهل استونی است.